# Ranta-Puristarivier
Ranta-Puristarivier  (Zweeds – Fins: Ranta-Puristajoki) is een rivier annex beek, die stroomt in de Zweedse  gemeente Pajala. De rivier/beek stroomt noch door het Rantameer, noch in de buurt van de Puristavallei. De rivier/beek vormt wel de noordelijke grens van het gebied rond de meer en de vallei. Ze stroomt naar het oosten en is 13700 meter lang.
Afwatering: Ranta-Puristarivier → Muonio → Torne → Botnische Golf